# Тауи (Картмантенски залив)
Тауи (вел. Afon Tywi, енгл. River Towy) је река у Уједињеном Краљевству, у Велсу. Дуга је 121 km. Улива се у Бристолски залив. 